# Standard Ten
Standard Ten — назва моделі, дана кільком невеликим автомобілям, виробленим британською Standard Motor Company між 1906 і 1961 роками.
Експериментальний двоциліндровий «10» був виготовлений у 1906 році, після чого наступним автомобілем Standard у цій категорії став автомобіль з чотирициліндровим двигуном потужністю 9,5 кінських сил, виготовлений між 1914 і 1919 роками.
Standard Ten повернулася на ринок з двигуном у 10 кінських сил у 1934 році; ця модель була замінена в 1937 році на «Light Flying Ten», яка проіснувала до початку Другої світової війни.
Standard знову повернувся на ринок 10 кінських сил у 1954 році з ще одним Ten, який був доповнений у 1957 році високоякісною версією під назвою Pennant, схожою на BMC Hindustan Ambassador. Ten і Pennant були замінені на Triumph Herald у 1961 році.

## Галерея

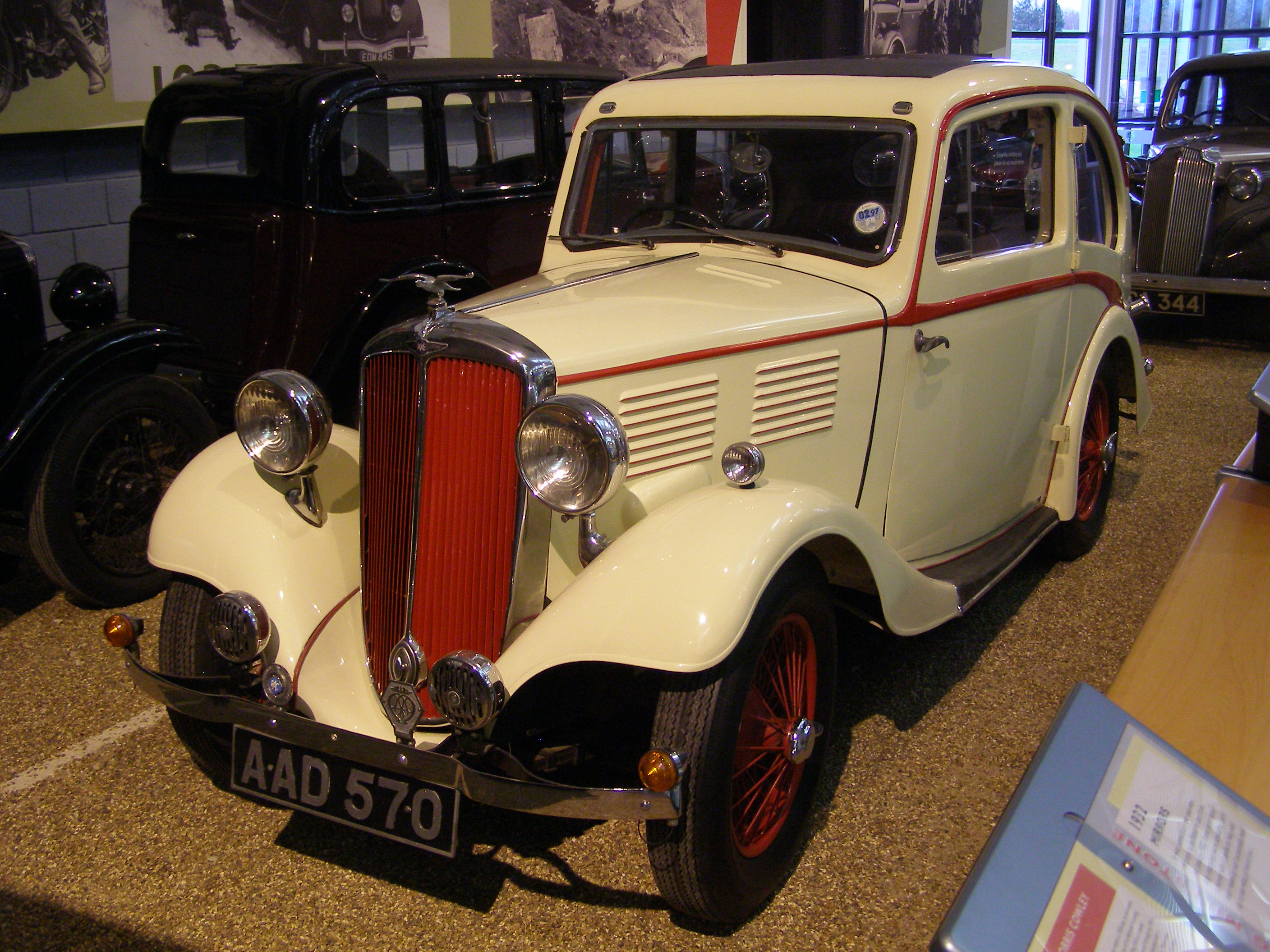
A 1934 Standard 10/12 Speedline
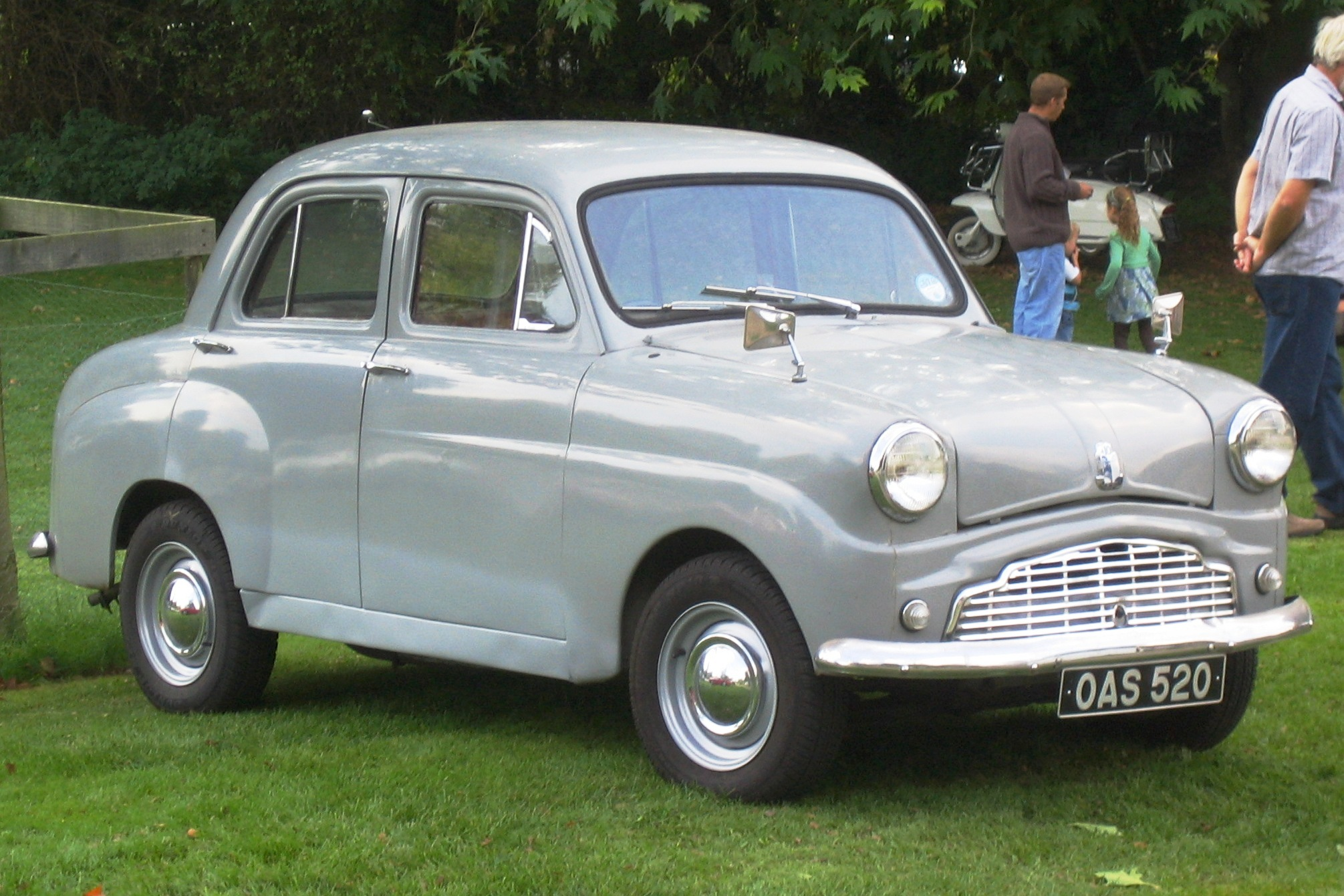
1959 Standard Ten
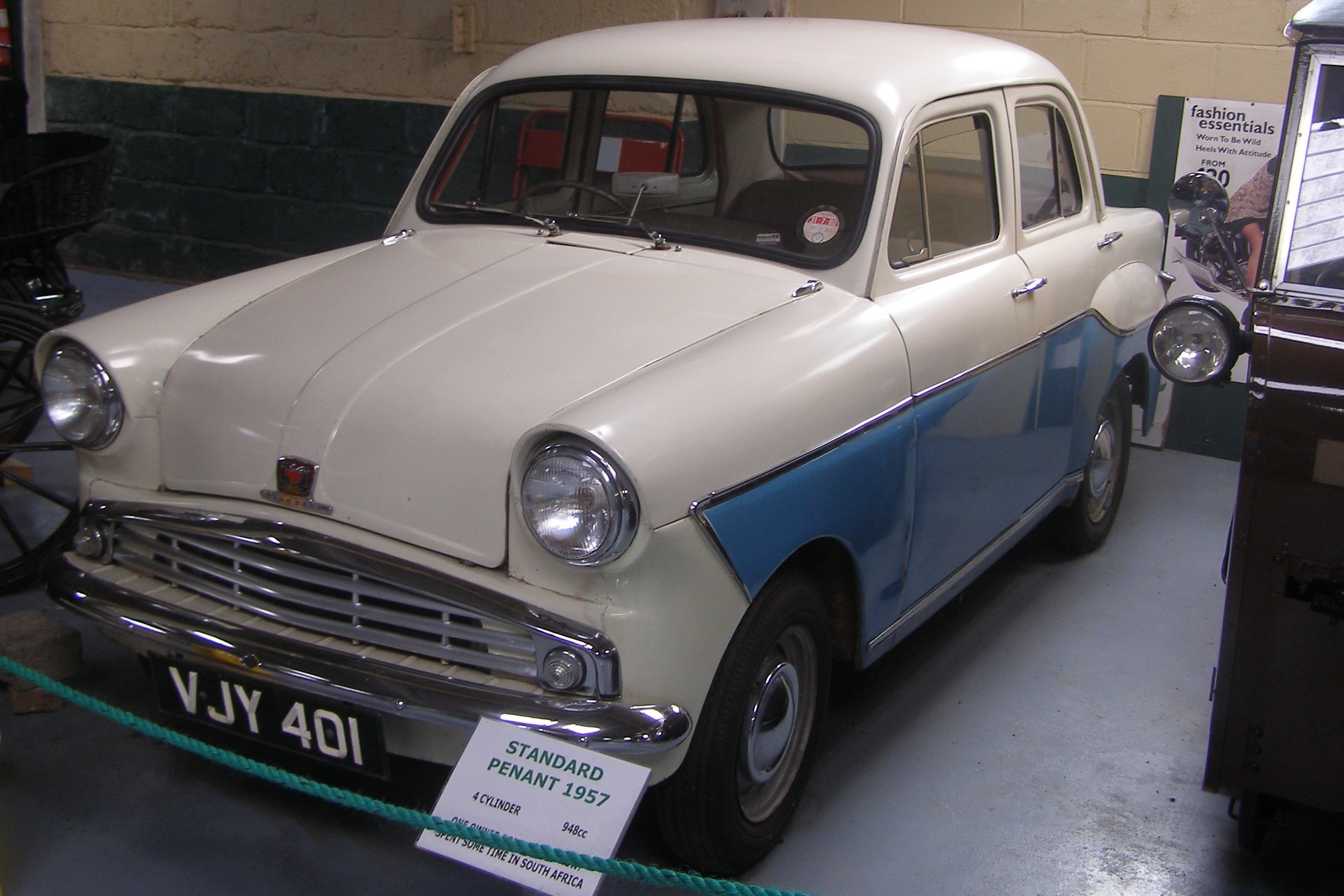
A 1957 Pennant
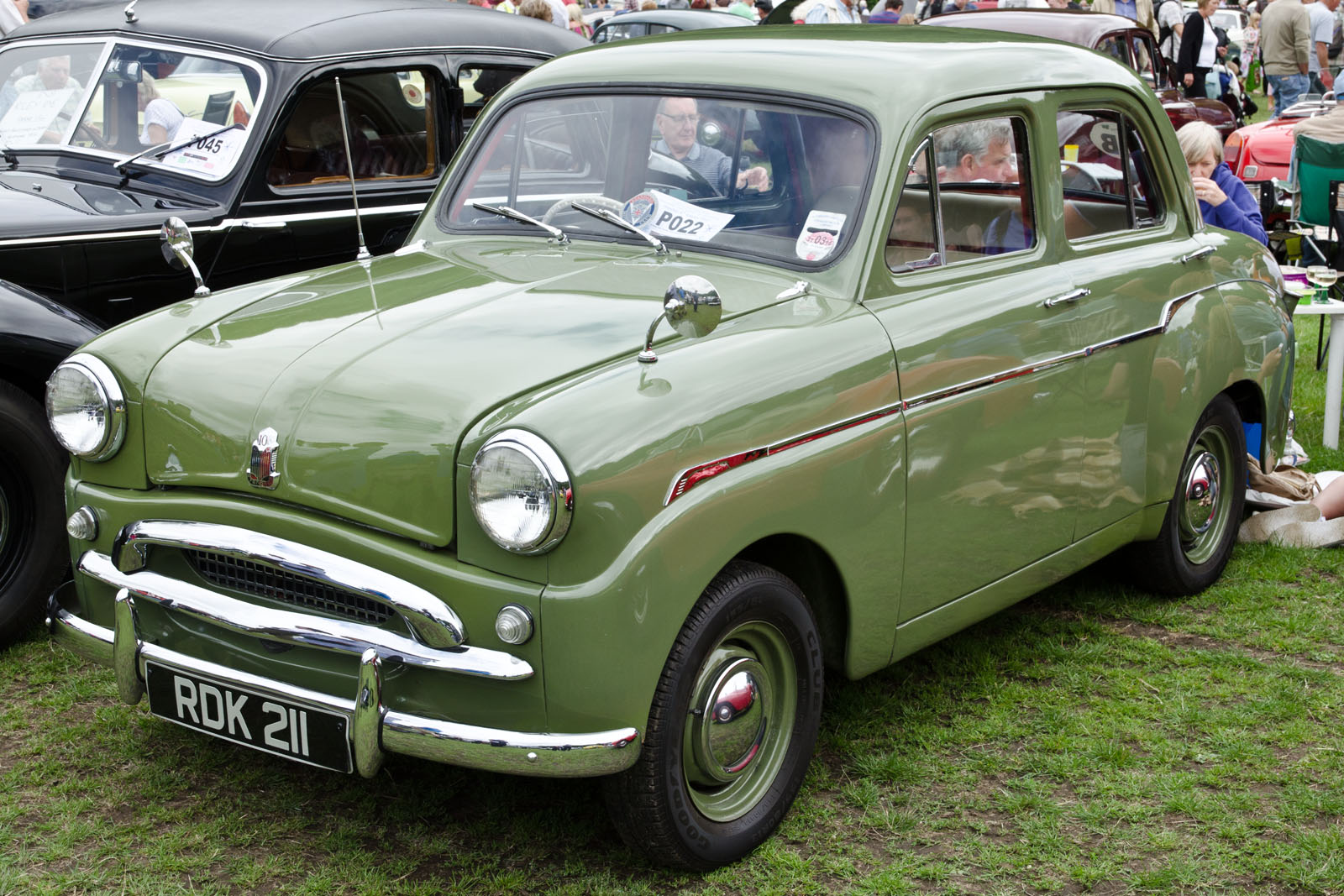
Standard 10 на British Motor Show